# Orihi
 Orihi  (olaszul: Orichi) falu Horvátországban, Isztria megyében. Közigazgatásilag Barbanhoz tartozik.

## Fekvése
Az Isztria délkeleti részén, Pólától 24 km-re északkeletre, községközpontjáról 6 km-re nyugatra fekszik.

## Története
Területe a 952 és 1209 közötti időszakban az Isztria német hűbérurak uralma alatt volt. 1209-ben a Barbanština az aquilei pátriárka fennhatósága alá került, később 13. században a pazini grófság hűbérbirtoka volt. 1374-ben az utolsó pazini gróf halála után Habsburg uralom alá került. 1797-től 1813-ig francia uralom alatt állt, közben 1805-ben az Isztriával együtt a napóleoni Olasz Királyság része lett. A francia uralom több változást is hozott az isztriai települések életében, melyek közül a legfontosabb a hűbéri viszonyok megszüntetése, az egyházi befolyás csökkentése és a települések önállóságának növekedése voltak. Napóleon bukása után a bécsi kongresszus az Isztriát Ausztriához csatolta és egészen 1918-ig osztrák uralom alatt állt. A falunak 1857-ben 615, 1910-ben 190 lakosa volt. Az első világháború után a falu Olaszországhoz került. Az Isztria az 1943-as olasz kapituláció után szabadult meg az olasz uralomtól. A második világháború után Jugoszlávia, majd Jugoszlávia felbomlása után 1991-ben a független Horvátország része lett. 2011-ben a falunak 116 lakosa volt. Lakói hagyományosan mezőgazdasággal (főként szőlőtermesztéssel) és állattartással foglalkoznak.

## Nevezetességei
A településen minden év júliusának közepén megünneplik Orihi napját, melyen immár tíz éve megrendezik az old timerek seregszemléjét. Ezen összegyűlnek a megye, a szomszédos megyék old timereinek, öreg autóinak és motorkerékpárjainak gyűjtői, de jönnek vendégek Olaszországból és Szlovéniából is. A babani lovas körverseny mintájára itt motoros körversenyt rendeznek, melyet 2000-óta tartanak meg. A falu mellett egy szép kilátó, a 330 méter magas a Križica található, ahova a Kármelhegyi Boldogasszony tiszteletére öt méter magas kőkeresztet és kápolnát emeltek és ünnepén szabadtéri misét tartanak. Itt gyűltek össze egykor a környező városokból a faluból elszármazottak, de ez a szép szokást mára már nem tartják annyira.

## Lakosság
| Lakosság változása | Lakosság változása | Lakosság változása | Lakosság változása | Lakosság változása | Lakosság változása | Lakosság változása | Lakosság változása | Lakosság változása | Lakosság változása | Lakosság változása | Lakosság változása | Lakosság változása | Lakosság változása | Lakosság változása | Lakosság változása |
| ------------------ | ------------------ | ------------------ | ------------------ | ------------------ | ------------------ | ------------------ | ------------------ | ------------------ | ------------------ | ------------------ | ------------------ | ------------------ | ------------------ | ------------------ | ------------------ |
| 1857               | 1869               | 1880               | 1890               | 1900               | 1910               | 1921               | 1931               | 1948               | 1953               | 1961               | 1971               | 1981               | 1991               | 2001               | 2011               |
| 615                | 782                | 159                | 161                | 168                | 190                | 0                  | 0                  | 200                | 195                | 189                | 160                | 131                | 122                | 107                | 116                |